# Florea Voinea (fotbalist)
Florea Voinea (n. 21 aprilie 1941, Puchenii Mari, România) este un fost fotbalist român, care a jucat pe postul de atacant.

## Statisticile carierei
- Meciuri jucate în Divizia A: 251 meciuri - 117 goluri
- Meciuri jucate în Ligue 1: 50 meciuri - 18 goluri
- Cupe europene: 16 meciuri - 2 goluri
- Romania U-23 12 meciuri - 4 goluri
- România "B" 2 meciuri - 3 goluri
- Echipa națională de fotbal a României 1 meci - 0 goluri
- Echipa olimpică de fotbal a României 1 meci - 0 goluri

## Titluri

### Club
- Steaua București
  - Divizia A: 1967–68
  - Cupa României: 1961–62, 1965–66, 1966–67, 1968–69, 1969–70
- Nîmes Olympique
  - Ligue 1: vicecampion 1971–72

## Distincții
- Ordinul Muncii clasa a III-a (30 aprilie 1962) „pentru cucerirea primului loc în Turneul European de Fotbal Juniori (U.E.F.A.)”[1]
- Ordinul „Meritul Sportiv” clasa a III-a (2008)[2]